# 井狩裕貴
井狩 裕貴（いかり ゆうき、2000年8月21日 - ）は、日本の男子競泳選手。専門種目は個人メドレー。岡山県岡山市出身。2020年東京オリンピック競泳日本代表。短水路男子800m自由形日本記録保持者。

## 経歴
岡山県立岡山大安寺中等教育学校、近畿大学附属高校出身、近畿大学在学。
2021年日本選手権兼東京オリンピック選考会では400m個人メドレーで派遣標準記録を突破し、瀬戸大也に次ぐ2位となり、オリンピック日本代表に選出された。岡山県勢の競泳オリンピック代表入りはアトランタ代表伊藤俊介以来25年ぶり。
2020年東京オリンピック競泳男子400メートル個人メドレー予選では、4分12秒08のタイムで3組5着、全体の11位だった。
2022年1月に行われた和歌山県短水路選手権で800m自由形の日本新記録を樹立した。